# Salko Nazečić
Salko Nazečić (Mostar, 10. lipnja 1904. – Sarajevo, 17. veljače 1970.), povjesničar književnosti, član AZU BiH.
Završio je studij jugoslavenske i komparativne književnosti s teorijom književnosti na Filološkom fakultetu u Beogradu 1928.
Radio je kao srednjoškolski profesor u Mostaru, Trebinju i Dubrovniku do 1940., a poslije Drugog svjetskog rata na Višoj pedagoškoj školi u Sarajevu 1949. – 1950. Jedan je od osnivača Filozofskog fakulteta u Sarajevu 1950. Doktorsku disertaciju pod naslovom Hajdučke borbe oko Dubrovnika i naša narodna pjesma obranio je na Filološkom fakultetu u Beogradu 1956. Bio je dekan Filozofskog fakulteta u Sarajevu 1954./1955. i dugogodišnji šef Odsjeka za jugoslavenske književnosti. Osnovao je Institut za izučavanje jugoslavenskih književnosti u Sarajevu i pokrenuo časopis Pitanja književnosti i jezika. Salko Nazečić bio je član Znanstvenog društva BiH (1961.) i redovni član AZUBiH (1966.).
Nazečićevo književnopovjesničarsko bavljenje bilo je usmjereno u tri pravca: hrvatska književnost u Dubrovniku i Dalmaciji od 15. do 17. stoljeća, usmena književnost i južnoslavenske književnosti 19. i 20. stoljeća. 
Salko Nazečić sudionik je NOB-a. Bio je pomoćnik ministra prosvjete BiH, upravnik Narodnog kazališta u Sarajevu i član Udruženja književnika BiH i dr. Dobitnik je 27-srpanjske nagrade i više odlikovanja.

## Priređene knjige
- Petar Petrović Njegoš, Gorski vijenac (s komentarima), Svjetlost, Sarajevo, 1947., str. 178.
- Slavne godine. Narodne pjesme iz narodnooslobodilačkog rata i borbe za socijalizam (izbor, redakcija i predgovor), Svjetlost, Sarajevo, 1949., str. 93.
- Zbornik savremene bosansko-hercegovačke proze (urednik s Ilijom Kecmanovićem i Markom Markovićem, autor predgovora), Svjetlost, Sarajevo, 1950., str. 241.
- 1941-1951. Izbor književnih radova (urednik s Markom Markovićem i Mehmedom Selimovićem), Svjetlost, Sarajevo, 1951., str. 271.
- Epske narodne pjesme (izvršio izbor i napisao predgovor), Svjetlost, Sarajevo, 1954., str. 531.
- August Šenoa, Seljačka buna (priredio i napisao predgovor), Svjetlost, Sarajevo, 1956., str. 259.
- August Šenoa, Prosjak Luka. Pjesme – Feljtoni – Prikazi (priredio i napisao predgovor), Svjetlost, Sarajevo, 1956., str. 234.
- August Šenoa, Izbor (priredio i napisao predgovor), Svjetlost, Sarajevo, 1959., str. 138.
- Junačke narodne pjesme (priredio), Svjetlost, Sarajevo, 1961., str. 366 (drugo izdanje 1969).
- August Šenoa, Izbor (priredio i napisao predgovor), Svjetlost, Sarajevo, 1961., str. 134.
- Ilirski pokret (priredio), Svjetlost, Sarajevo, 1961., 134 str.
- Jovan Sterija Popović, Izbor (priredio i napisao predgovor), Svjetlost, Sarajevo, 1964., str. 120.